# Nevado Santa Cruz

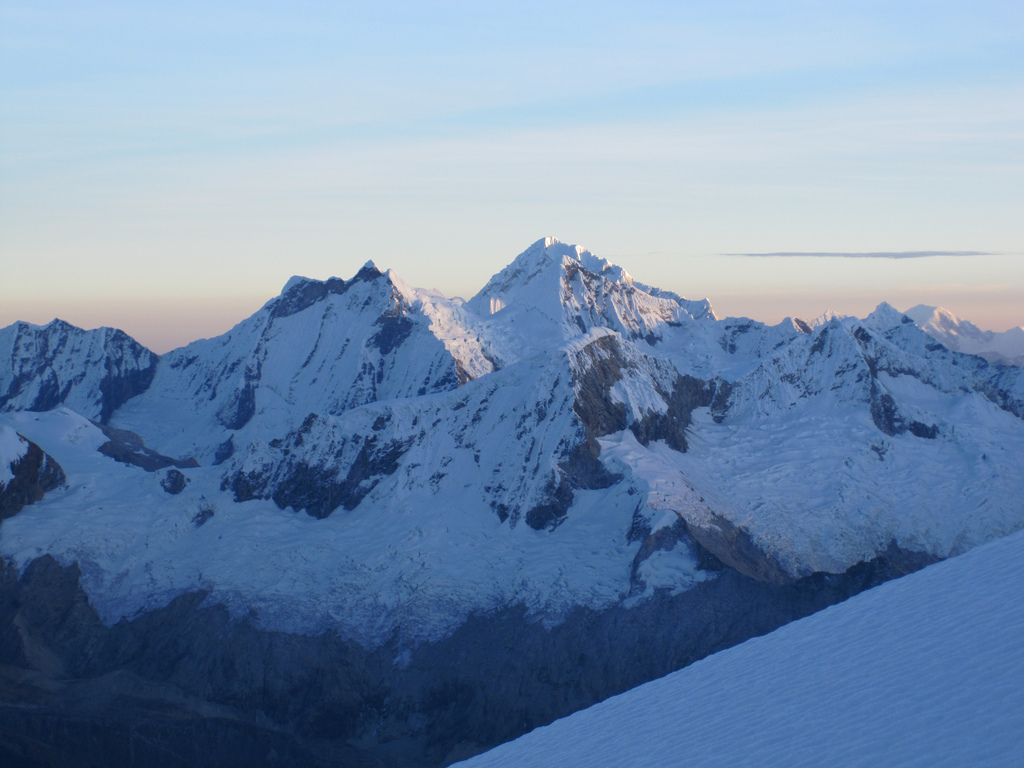
Blick vom Nevado Pisco nach Nordwesten zum Nevado Santa Cruz (Bildmitte)

Der 6259 m hohe Nevado Santa Cruz ist ein Berg im Norden der peruanischen Cordillera Blanca. Er liegt im Distrikt Santa Cruz der Provinz Huaylas. Der Berg trägt auch die Bezeichnungen Pucaraju, Pukaraju und Pico de Huaylas. 

## Gipfel
Der Nevado Santa Cruz besitzt drei Gipfel: 
- Santa Cruz Sur („Südgipfel“) oder Santa Cruz Grande („Großer Santa Cruz“), der höchste Gipfel mit einer Höhe von 6259 m.
- Santa Cruz Norte („Nordgipfel“) (5829 m, ⊙), der zweithöchste Gipfel und der nördlichste der drei Gipfel.
- Santa Cruz Chico („Kleiner Santa Cruz“) (5800 m, ⊙), der niedrigste der drei Gipfel ist durch eine 5450 m hoch gelegenen Scharte vom nordwestlich gelegenen Nordgipfel sowie einer 5590 m hoch gelegenen Scharte vom südlich gelegenen Südgipfel getrennt.

## Lage
Der Berg liegt in einem vom Hauptkamm nach Westen verlaufenden Seitenkamm. An der Nordostflanke entspringt die Quebrada Los Cedros und fließt entlang der Ost- und Nordflanke. Unterhalb der Nordwestflanke des Nordgipfels befinden sich die Bergseen Lago Rajucocha und Lago Aluncocha. Unterhalb der Westflanke von Santa Cruz Chico und Santa Cruz Sur befindet sich der Bergsee Lago Yuracocha. Entlang der Südflanke des Bergkamms verläuft die Quebrada Santa Cruz. Nach Osten führt vom Südgipfel ein Bergkamm über den 5785 m hohen Nevado Pumapampa und den 6036 m hohen Quitaraju zum 5947 m hohen Alpamayo.

## Besteigungsgeschichte
Der Südgipfel wurde am 20. Juli 1948 von dem Schweizer Frédéric Marmillod und dem Ungarn Ali Szepessy-Schaurek erstbestiegen. Am 2. Juli 1958 wurde der Santa Cruz Chico von D. Michael, I. Ortenburger und L. Ortenburger erstbestiegen. Der Nordgipfel wurde am 24. Juli 1967 von Akira Miyashita, M. Nishigori, T. Hayashi und K. Kobayashi erstbestiegen. 